# Relazioni bilaterali tra Guinea Equatoriale e Corea del Nord
Le relazioni tra Guinea Equatoriale e Corea del Nord si riferiscono alle relazioni attuali e storiche tra la Guinea Equatoriale e la Corea del Nord. Sebbene la Guinea Equatoriale non abbia rappresentanze in Corea del Nord, è uno dei pochi stati africani ad avere un'ambasciata nordcoreana, situata nella capitale Malabo.